# Un digiunatore (raccolta di racconti)
Un digiunatore (Ein Hungerkünstler, letteralmente "Un artista della fame") è una raccolta di racconti scritti da Franz Kafka pubblicata per la prima volta a Berlino da Verlag Die Schmiede nel 1924.

## Racconti
- Primo dolore[1] (titolo originale: Erstes Leid, 1922)
- Una donnina (titolo originale: Eine kleine Frau, 1923)
- Un digiunatore (titolo originale Ein Hungerkünstler, 1922)
- Giuseppina la cantante ossia il popolo dei topi (titolo originale: Josephine, die Sängerin, oder Das Volk der Mäuse, 1924)

Come spesso in Kafka, si tratta di racconti brevi di argomento o di tono surreale.

## Edizioni
- Kafka e il digiunatore, di Raoul Precht, Nutrimenti Editore, Roma 2014 (solo il racconto 'Un digiunatore')
- Un artista del digiuno, traduzione di Gabriella de’ Grandi, Quodlibet, Macerata 2009
- La metamorfosi e tutti i racconti pubblicati in vita, a cura di Andreina Lavagetto, Feltrinelli, Milano 1994
- Racconti, a cura di Ervino Pocar, Arnoldo Mondadori Editore, Milano 1970